# Mahmoud Dahoud
Mahmoud Dahoud, né le 1er janvier 1996 à Amouda en Syrie, est un footballeur international syrien qui évolue au poste de milieu de terrain à l'Eintracht Francfort.

## Biographie

### Jeunesse
Mahmoud Dahoud est né à Amouda, une ville située au nord de la Syrie.  Sa famille émigre en Allemagne en 1996,, alors qu'il n'a que 9 mois.
Mahmoud Dahoud débute au SC Germania Reusrat, un quartier de la ville de Langenfeld. Il quitte le club pour la section jeune du Fortuna Düsseldorf, avant qu'il soit transféré au centre de formation du Borussia Mönchengladbach.

### Borussia Mönchengladbach (2014-2017)
Mahmoud Dahoud est appelé en équipe première pour la saison 2013-2014. À cause de blessures, il ne joue que 11 fois en u-19. Avant le début de la saison 2014-2015, il prolonge son contrat jusqu'au 30 juin 2018. 
Mahmoud Dahoud fait ses débuts professionnels le 28 août 2014 en entrant en jeu à la 55e minute à la place de Christoph Kramer lors de la victoire 7-0 au match retour des barrages de Ligue Europa contre le FK Sarajevo.  
Il joue son premier match de phase finale de Ligue Europa lors de la 3e journée, en phase de poule, il entre en jeu à la 70e minute à la place de Granit Xhaka lors de la victoire 5-0 contre le Apollon Limassol. 
Le jeune milieu débute en Bundesliga contre le Borussia Dortmund le 11 avril 2015. 
Mahmoud Dahoud marque son premier but en championnat le 23 septembre 2015 contre le FC Augsbourg. Sous les ordres de Lucien Favre, il acquiert un temps de jeu conséquent. Ses performances sont saluées et Mahmoud Dahoud devient rapidement un joueur clef de son club. Il clôt sa saison avec cinq buts et huit passes décisives.
Mahmoud Dahoud est très en vue au début de la saison 2016-2017 mais décide de rester dans son club formateur. Il est désormais un milieu incontournable du Mönchengladbach et poursuit sa progression.

### Borussia Dortmund (2017-2023)
En mars 2017, Mahmoud Dahoud signe au Borussia Dortmund et conclut un contrat allant jusqu'en 2022.

### Brighton & Hove Albion (2023-2024)
En juin 2023, en fin de contrat avec le Borussia Dortmund, il rejoint librement Brighton & Hove Albion, avec un contrat courant jusqu'en juin 2027.

### Équipe d'Allemagne

#### En équipes jeunes
Mahmoud Dahoud joue pour les catégories jeunes de l'Allemagne, passant par les -18 ans et sept fois pour les -19 ans puis les -20 ans à partir de septembre 2015.
Mahmoud Dahoud débute dans l'équipe d'Allemagne espoirs le 24 mars 2016 lors de la victoire 4-1 contre les Îles Féroé.

## Statistiques
| Saison                | Club                       | Championnat           | Championnat | Championnat | Championnat | Coupe nationale | Coupe nationale | Coupe nationale | Coupe de la Ligue | Coupe de la Ligue | Coupe de la Ligue | Supercoupe | Supercoupe | Supercoupe | Compétition(s) continentale(s) | Compétition(s) continentale(s) | Compétition(s) continentale(s) | Compétition(s) continentale(s) | Total | Total | Total |
| Saison                | Club                       | Division              | M.          | B.          | P.d.        | M.              | B.              | P.d.            | M.                | B.                | P.d.              | M.         | B.         | P.d.       | Comp.                          | M.                             | B.                             | P.d.                           | M.    | B.    | P.d.  |
| 2014-2015             | Borussia Mönchengladbach   | Bundesliga            | 1           | 0           | 0           | -               | -               | -               | -                 | -                 | -                 | -          | -          | -          | C3                             | 2                              | 0                              | 0                              | 3     | 0     | 0     |
| 2015-2016             | Borussia Mönchengladbach   | Bundesliga            | 32          | 5           | 8           | 3               | 0               | 0               | -                 | -                 | -                 | -          | -          | -          | C1                             | 6                              | 0                              | 0                              | 41    | 5     | 8     |
| 2016-2017             | Borussia Mönchengladbach   | Bundesliga            | 28          | 2           | 6           | 5               | 0               | 0               | -                 | -                 | -                 | -          | -          | -          | C1+C3                          | 5+4                            | 0+1                            | 1+0                            | 42    | 3     | 7     |
| Sous-total            | Sous-total                 | Sous-total            | 61          | 7           | 14          | 8               | 0               | 0               | -                 | -                 | -                 | -          | -          | -          | -                              | 17                             | 1                              | 1                              | 86    | 8     | 15    |
| 2017-2018             | Borussia Dortmund          | Bundesliga            | 23          | 0           | 4           | 3               | 0               | 2               | -                 | -                 | -                 | 1          | 0          | 0          | C1+C3                          | 3+4                            | 0+0                            | 0+0                            | 34    | 0     | 6     |
| 2018-2019             | Borussia Dortmund          | Bundesliga            | 14          | 1           | 0           | 3               | 0               | 0               | -                 | -                 | -                 | -          | -          | -          | C1                             | 5                              | 0                              | 0                              | 22    | 1     | 0     |
| 2019-2020             | Borussia Dortmund          | Bundesliga            | 12          | 0           | 1           | -               | -               | -               | -                 | -                 | -                 | -          | -          | -          | C1                             | 2                              | 0                              | 0                              | 14    | 0     | 1     |
| 2020-2021             | Borussia Dortmund          | Bundesliga            | 21          | 1           | 1           | 3               | 0               | 1               | -                 | -                 | -                 | 1          | 0          | 0          | C1                             | 6                              | 1                              | 0                              | 31    | 2     | 2     |
| 2021-2022             | Borussia Dortmund          | Bundesliga            | 22          | 2           | 3           | 1               | 0               | 0               | -                 | -                 | -                 | 1          | 0          | 0          | C1+C3                          | 4+2                            | 0                              | 2                              | 30    | 2     | 5     |
| 2022-2023             | Borussia Dortmund          | Bundesliga            | 9           | 0           | 1           | 1               | 0               | 0               | -                 | -                 | -                 | -          | -          | -          | C1                             | 0                              | 0                              | 0                              | 10    | 0     | 1     |
| Sous-total            | Sous-total                 | Sous-total            | 101         | 4           | 10          | 11              | 0               | 3               | -                 | -                 | -                 | 3          | 0          | 0          | -                              | 26                             | 1                              | 2                              | 141   | 5     | 15    |
| 2023-2024             | Brighton & Hove Albion     | Premier League        | 9           | 0           | 1           | -               | -               | -               | 1                 | 0                 | 0                 | -          | -          | -          | C3                             | 4                              | 0                              | 0                              | 14    | 0     | 1     |
| 2023-2024             | VfB Stuttgart (prêt)       | Bundesliga            | 13          | 1           | 0           | 1               | 0               | 0               | -                 | -                 | -                 | -          | -          | -          | -                              | -                              | -                              | -                              | 14    | 1     | 0     |
| 2024-2025             | Eintracht Francfort (prêt) | Bundesliga            | 9           | 1           | 1           | 1               | 0               | 0               | -                 | -                 | -                 | -          | -          | -          | C3                             | 8                              | 0                              | 0                              | 18    | 1     | 1     |
| Total sur la carrière | Total sur la carrière      | Total sur la carrière | 194         | 12          | 26          | 21              | 0               | 3               | 1                 | 0                 | 0                 | 3          | 0          | 0          | -                              | 55                             | 2                              | 3                              | 274   | 14    | 32    |

### En sélection
| Saison                | Sélection             | Phases finales        | Phases finales | Phases finales | Phases finales | Éliminatoires | Éliminatoires | Éliminatoires | Matchs amicaux | Matchs amicaux | Matchs amicaux | Total | Total | Total |
| Saison                | Sélection             | Compétition           | M              | B              | Pd             | M             | B             | Pd            | M              | B              | Pd             | M     | B     | Pd    |
| --------------------- | --------------------- | --------------------- | -------------- | -------------- | -------------- | ------------- | ------------- | ------------- | -------------- | -------------- | -------------- | ----- | ----- | ----- |
| 2020-2021             | Allemagne             | Ligue des nations     | -              | -              | -              | -             | -             | -             | 2              | 0              | 0              | 2     | 0     | 0     |
| Total sur la carrière | Total sur la carrière | Total sur la carrière | 0              | 0              | 0              | 0             | 0             | 0             | 2              | 0              | 0              | 2     | 0     | 0     |

## Palmarès
| Borussia Dortmund - Bundesliga : - Vice-champion : 2019. - Coupe d'Allemagne - Vainqueur : 2021 Allemagne espoirs - Championnat d'Europe espoirs (1) : - Vainqueur : 2017. |